# Poemenesperus ochraceus
Poemenesperus ochraceus es una especie de escarabajo longicornio del género Poemenesperus, tribu Tragocephalini, subfamilia Lamiinae. Fue descrita científicamente por Breuning en 1934.
Se distribuye por Sierra Leona. Mide aproximadamente 14 milímetros de longitud.